# Masdevallia manoloi
Masdevallia manoloi är en orkidéart som beskrevs av Carlyle August Luer och M.Arias. Masdevallia manoloi ingår i släktet Masdevallia och familjen orkidéer.
Artens utbredningsområde är Peru. Inga underarter finns listade i Catalogue of Life.